# Hôtel Guimard

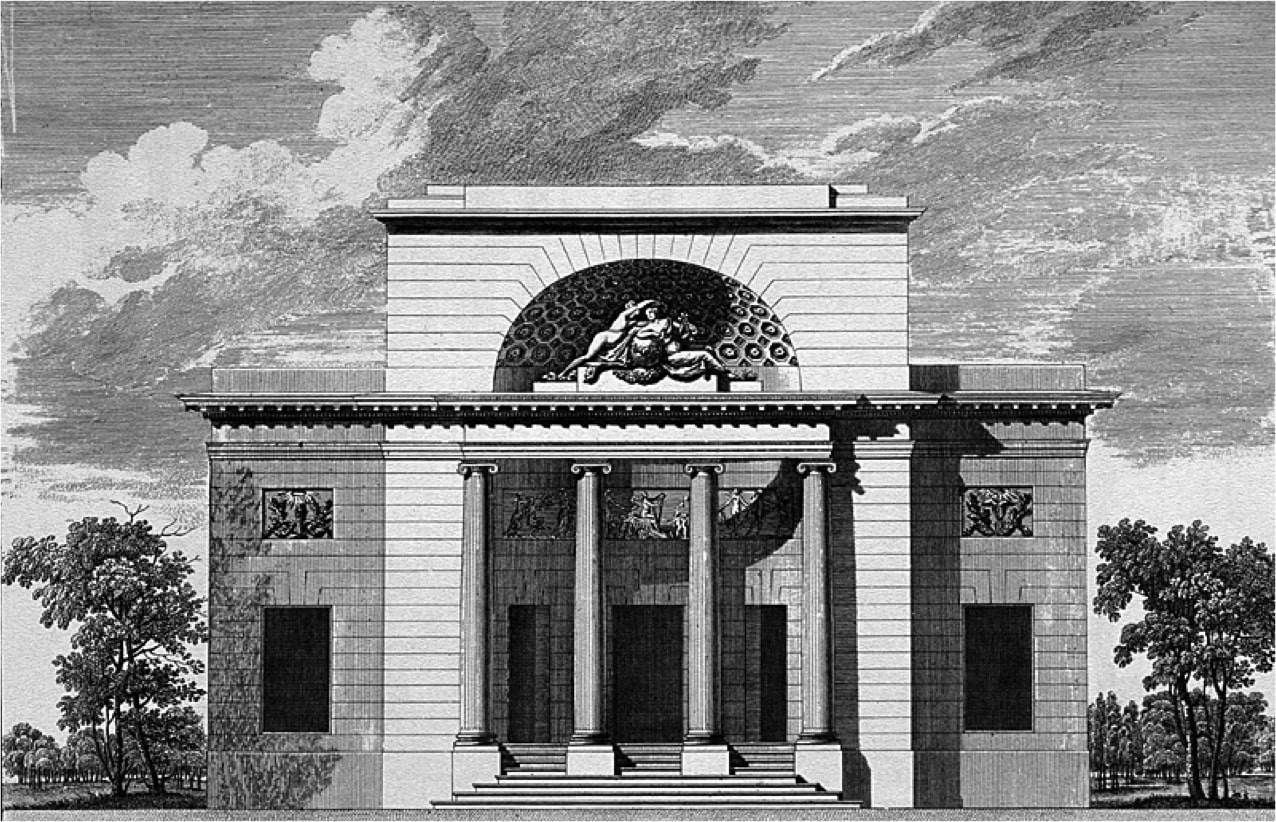
Facciata dell'hôtel Guimard

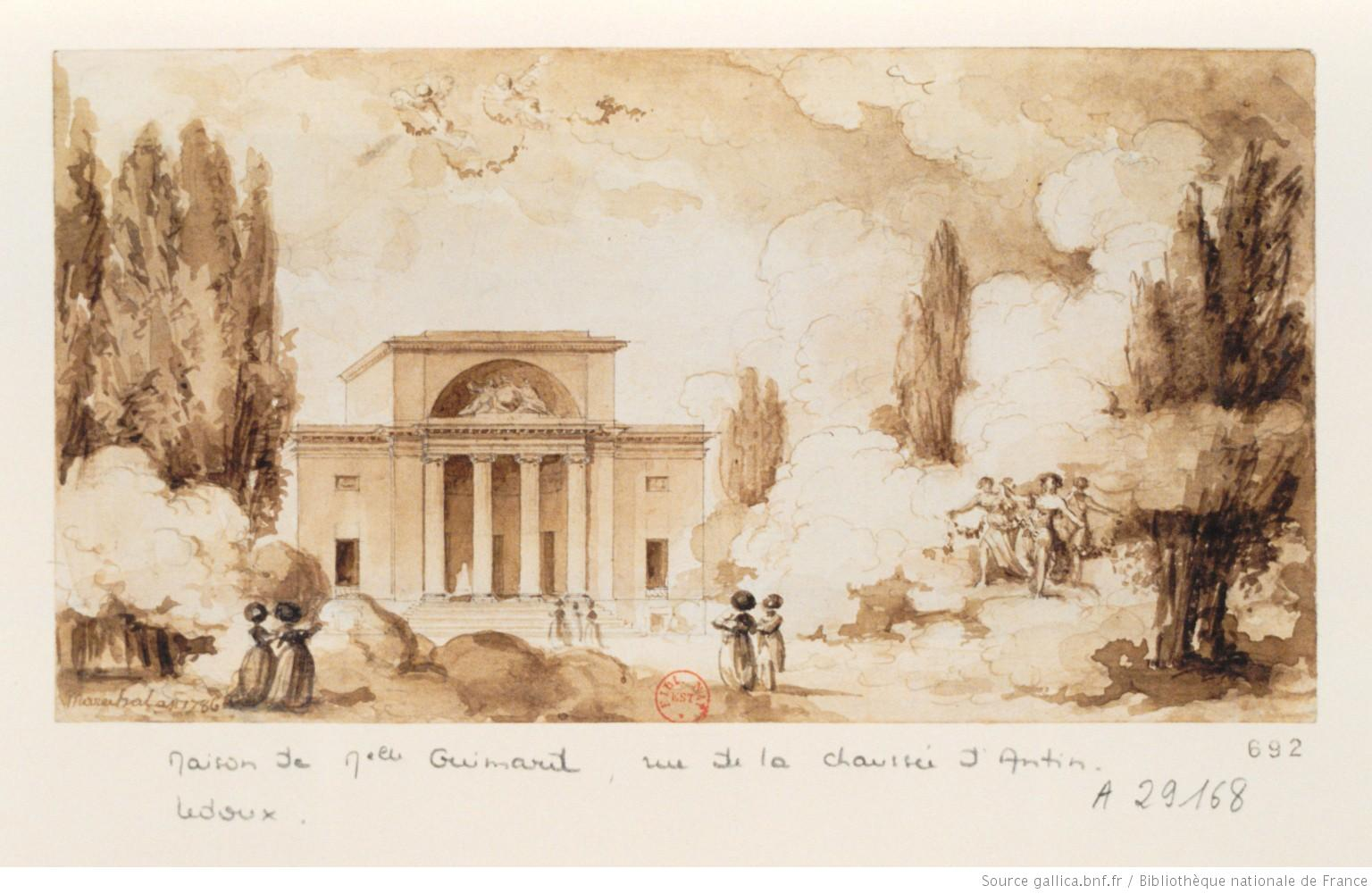
Hôtel Guimard, disegno di Jean-Baptiste Maréchal

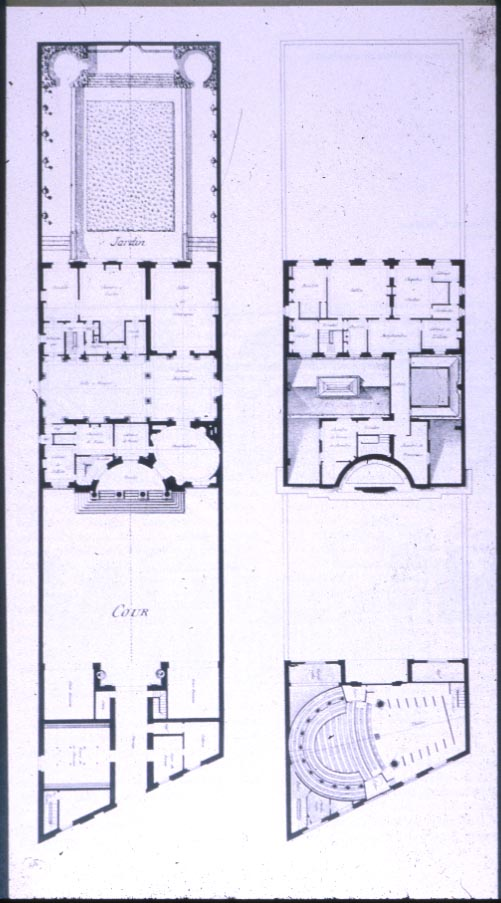
Mappa dell'Hotel Guimard, con un teatro al piano superiore

L'Hôtel Guimard è stato un Hôtel particulier fatto costruire, dalla famosa danzatrice francese Marie-Madeleine Guimard, fra il 1770 ed il 1773 al n. 9 di rue de la Chaussée-d'Antin dall'architetto Claude-Nicolas Ledoux in stile neoclassico.

## Storia
Esso venne soprannominato Tempio di Tersicore facendo riferimento a M.lle Guimard (Tersicore era la Musa della danza). In esso vi era una scultura: "Tersicore coronata da Apollo", con dei bassorilievi della "Musa della danza montata su un carro trainato da Amore circondato da baccanti e della fauna selvatica e seguita dalle grazie della coreografia"

Sopra la porta d'ingresso era una sala da ballo con un soffitto dipinto da Taravel, pittore del re. Il teatro era un capolavoro di architettura, con una capienza di 500 posti, che faceva concorrenza all'Opéra Garnier . 
Venne inaugurato l'8 dicembre 1772, ponendo fine agli spettacoli dati dell'Hôtel Pantin.
La prima cena nell'Hôtel venne vietata dall'arcivescovo di Parigi e M.lle Guimard fece portare ad un prete tutto il cibo che avrebbe dovuto essere servito agli ospiti, affinché fosse distribuito ai poveri.
In esso M.lle Guimard accolse, come cortigiana, il finanziere Jean-Joseph de Laborde, il vescovo di Taranto e molti altri importanti personaggi.
In una carriera, finora ad allora, di lusso senza pari, offriva tre cene a settimana, secondo Edmond de Goncourt: una per i più grandi grands signours e quei personaggi che godevano della più alta considerazione a Corte, una seconda a scrittori e artisti, che rivaleggiava con il salotto di Madame Geoffrin e una terza in cui erano invitate tutte le più affascinanti e lascive giovani donne di Parigi.
Invecchiando, M.lle Guimard vendette il suo Hôtel in un modo molto particolare: organizzò una lotteria vendendo 2.500 biglietti a 120 sterline l'uno. Il 25 maggio 1785, la contessa di Lau che ha vinto l'hotel con un unico biglietto, lo vendette 500.000 franchi al banchiere Jean-Frédéric Perregaux.
L'Hôtel venne poi distrutto nel corso della ricostruzione di Parigi realizzata agli inizi del XIX secolo dal Barone Haussmann.